# The Deep & Dark Blue
The Deep & Dark Blue es una novela gráfica escrita e ilustrada por Niki Smith. Cuenta la historia de los gemelos idénticos Grayce, una niña transgénero, y Hawke, un niño cisgénero, que tienen que huir de su hogar cuando su primo da un golpe de Estado en el reino y mata al resto de su familia.
La obra debut de grado medio de Smith fue publicada el 7 de enero de 2020 por un sello editorial de Little, Brown and Company, y fue recibida positivamente por los críticos, quienes elogiaron la construcción del mundo de la escritora y la mirada afirmativa de la novela sobre la identidad transgénero.

## Recepción
The Deep & Dark Blue recibió una reseña destacada de Kirkus Reviews, que elogió el uso de colores brillantes para llamar la atención sobre ciertos aspectos de la historia, así como los "diseños de paneles dinámicos" de la novela que "dan impulso a la historia y ayudan a comunicar el tono." El crítico también elogió la diversidad del elenco secundario. Publishers Weekly elogió las "ilustraciones inspiradas en el anime" de Smith, incluidas las expresiones faciales mostradas por los personajes, así como la "capaz construcción del mundo y una mirada positiva a la identidad transgénero" presente en la novela.
Al escribir para el School Library Journal, Kelley Gile señaló que el estilo artístico de la novela estaba inspirado en los mangas. Gile también mencionó la paleta utilizada en la novela, calificándola de "parte integral de la historia". Kiri Palm, para The Bulletin of the Center for Children's Books, dijo que la novela "ofrece un giro refrescante al tropo del transformismo por razones nobles" debido a la historia de autodescubrimiento de Grayce como mujer trans. Palm también menciona cómo el arte juega un papel en la revelación de Grayce, ya que "permite al lector descubrir lentamente la comodidad de Grayce con la vestimenta femenina y las responsabilidades de su nueva vida en la Sororidad", mientras que su hermano no puede aceptar el mismo papel. 
En una reseña para The Comics Journal, Hillary Brown criticó la portada de la obra, mencionando cómo algunas de las elecciones de la autora "hacen que parezca que Smith es nuevo en los cómics", pero elogió otros aspectos de la novela, como la elección de no extenderse "a una trilogía". Brown mencionó en una nota positiva cómo hay un mayor enfoque en "el descubrimiento del verdadero género de uno que en las secuencias de lucha", y calificó las escenas de lucha como aburridas, pero "el rostro de Grayce mientras lucha con su nuevo conocimiento es conmovedor y evocador". La crítica también llamó la atención sobre el diseño y el color de las páginas y dijo que Smith juega con ello para "crear composiciones interesantes". Brown concluyó la reseña diciendo que el cómic "no trasciende a su audiencia, pero se adapta bien a ella".

## Premios y nominaciones
| Año  | Premios                                                  | Resultado   | Ref.  |
| ---- | -------------------------------------------------------- | ----------- | ----- |
| 2020 | Mejores libros de grado medio de Kirkus Reviews          | Selección   | [ 6 ] |
| 2021 | Premio Literario Lambda de Literatura Infantil y Juvenil | Lista corta | [ 7 ] |
| 2021 | YALSA Gran Novela Gráfica para Adolescentes              | Selección   | [ 8 ] |
| 2021 | Rainbow Book List                                        | Top 10      |       |